# Harisu

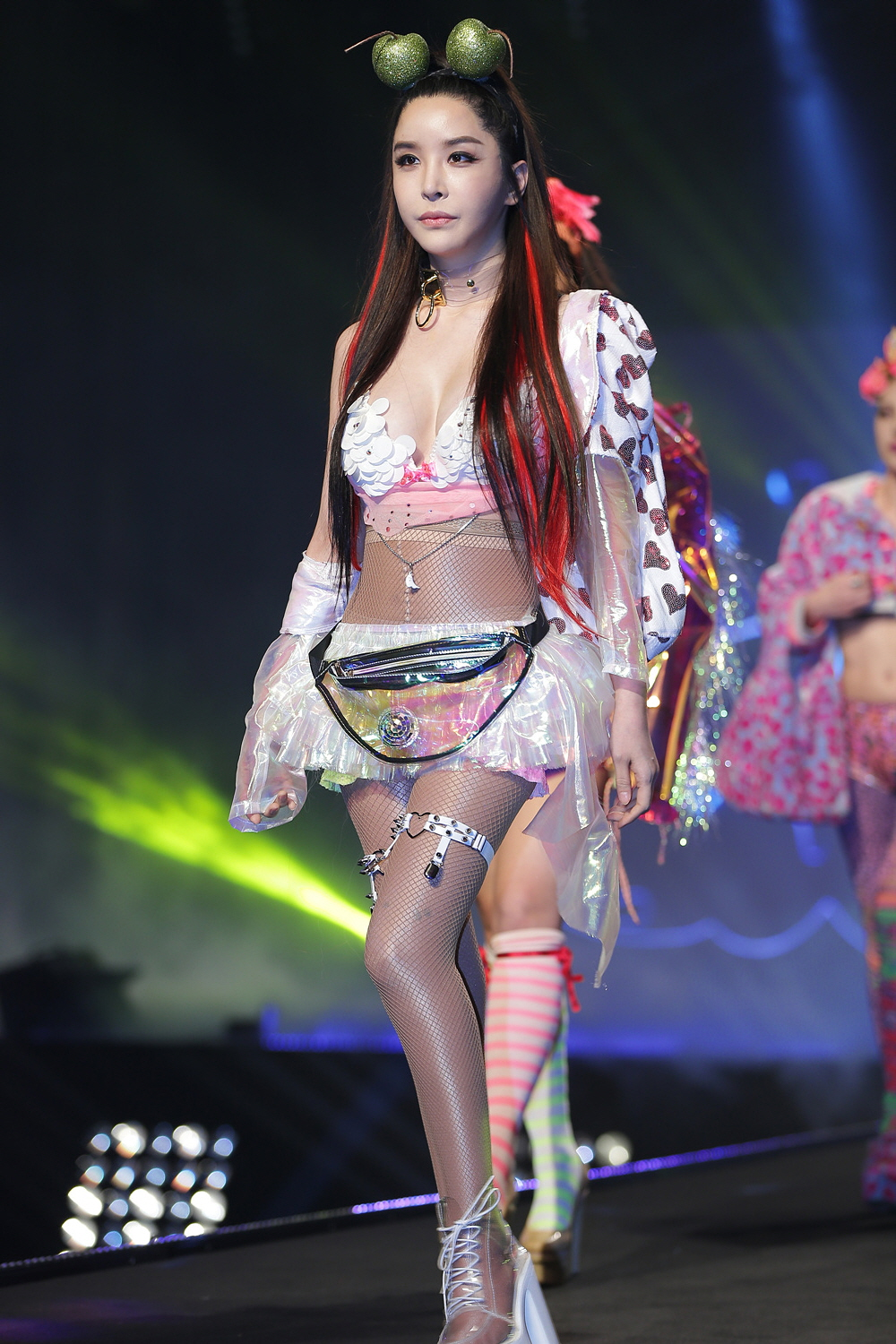
Harisu

Lee Kyung-eun (Lee Kyung-yup, Coreia do Sul, 17 de fevereiro de 1975), mais conhecida como Harisu, é uma cantora pop, modelo e atriz sul-coreana. Sua história de vida é bem singular, pois apesar de ter sido designada ao sexo masculino quando nasceu, desde a infância sempre afirmou sentir-se como do mulher, tendo se tornando a primeira artista transgênero de destaque na Coreia do Sul. Em 2002, tornou-se a segunda pessoa a ter a sua mudança de gênero reconhecida legalmente naquele país. Seu nome artístico é uma adaptação da frase inglesa "hot issue".

## Carreira
No início de 2001, Harisu ganhou certa atenção da mídia quando protagonizou um comercial de uma empresa de cosméticos. No mesmo ano, sua vida foi objeto de um documentário produzido pela emissora coreana de televisão KBS. Ainda em 2001, ela lançou seu primeiro álbum "Temptation". Em 2002, lança seu álbum de maior sucesso "Liar", seguido por "Foxy Lady" (2004), "Harisu" (2006) e "Summer" (2006). Seu estilo musical varia entre o R&B, techno e o pop. Sua primeira aparição nos cinemas foi com "Yellow Hair 2", e sua mais recente aparição foi em "Possessed".